# شهرستان کومسومولسکی (خاباروفسک)
شهرستان کومسومولسکی (به لاتین: Komsomolsky District) یک شهرستان در روسیه است که در سرزمین خاباروفسک واقع شده‌است.